# Katedra św. Andrzeja w Sydney
Katedra św. Andrzeja w Sydney (ang. St Andrew’s Cathedral) – dziewiętnastowieczna anglikańska katedra znajdująca się w Sydney. Najstarsza katedra w Australii.

## Historia

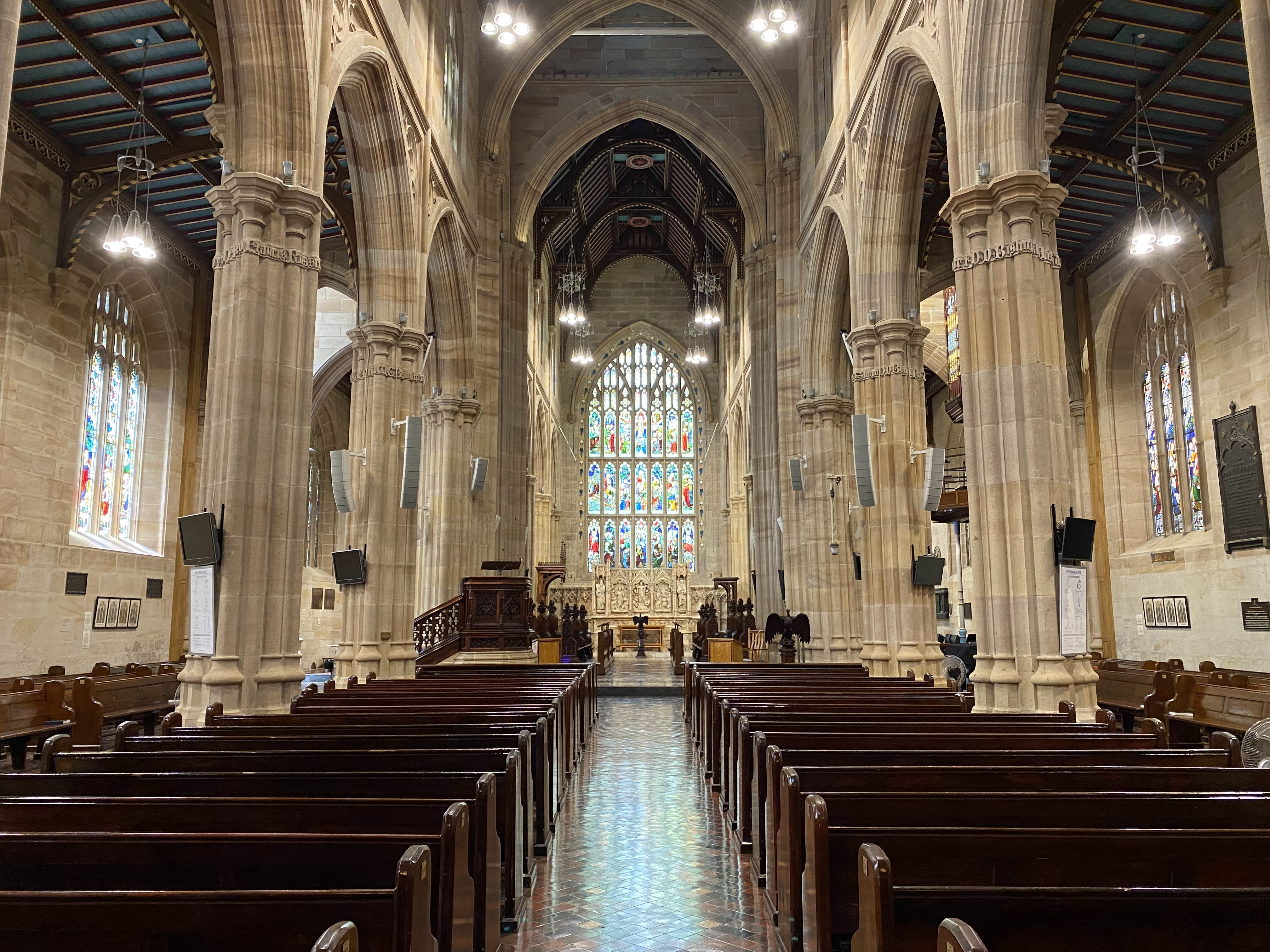
Wnętrze katedry

Kamień węgielny pod budowę katedry został położony w 1819 roku, jednakże w roku następnym prace nad budową obiektu zostały wstrzymane. Budowę wznowiono w 1837, gdy rozpoczęto prace przy jednej z wież kościoła. Jednakże po kolejnych pięciu latach z powodu braku funduszy zaprzestano pracy. W 1846 architektem mianowano Edmunda Blacketa, który kontynuował prace budowlane. W 1868 kościół został konsekrowany, a w 1874 zostały ukończone wieże kościoła. W 1970 pozwolono na konserwację katedry, ponieważ pojawiało się coraz więcej problemów budowlanych. Prace trwały 15 lat, a koszty wyniosły 1,2 mln dolarów W latach 1999–2000 przeprowadzono kolejne prace konserwacyjne.
Jeden z australijskich kapłanów, Boak Jobbins, którego wkład w konserwację był znaczący, ma swoje popiersie na dachu katedry.

## Opis
Katedra została zbudowana w stylu neogotyckim. Kontrastuje z nowoczesnymi budynkami tej części Sydney. 
We wnętrzu znajduje się duża kolekcja pamiątek, tablic i innych elementów z okresu budowy i rozbudowy. Ambonę ufundował Robert Towns. W kościele znajdują się witraże ukazujące sceny z Biblii.